# Balliace
Balliace là một chi bướm đêm thuộc họ Geometridae.